# ريتشارد روث
ريتشارد روث (بالإنجليزية: Richard Roth)‏ هو سياسي أمريكي، ولد في 6 نوفمبر 1950 في كولومبوس في الولايات المتحدة. حزبياً، نشط في حزب كاليفورنيا الديمقراطي ‏. وقد انتخب عضو مجلس ولاية كاليفورنيا.

## وصلات خارجية
- الموقع الرسمي